# Antigua Guatemala
La Antigua Guatemala (dt. „Alt-Guatemala“, Kurzform Antigua) ist eine etwa 35.000 Einwohner zählende Stadt im zentralen Hochland Guatemalas. Sie war von 1543 bis 1773 die Hauptstadt der spanischen Kolonien in Zentralamerika. Heute ist Antigua Guatemala Verwaltungssitz der gleichnamigen Großgemeinde (Municipio) und des Departamentos Sacatepéquez.
Die für ihre barocke Kolonialarchitektur bekannte Stadt gehört seit 1979 zum Weltkulturerbe.

## Geographie
Die Stadt liegt am Fuße des Vulkans Agua im Panchoy-Tal, nur circa 30 Kilometer von der Hauptstadt Guatemala-Stadt entfernt. Antigua befindet sich im zentralen Hochland Guatemalas und ist umgeben von den drei Vulkanen Agua, Acatenango und Fuego. Letzterer ist noch immer aktiv, weshalb sich den ganzen Tag kleine Ausbrüche beobachten lassen.

## Stadtgliederung
Das Leben der Stadt spielt sich in einem kleinen Bereich ab. Den Stadtkern bildet der Parque Central, der typisch für eine koloniale spanische Stadt ist. Einst genutzt als Schauplatz für festliche Gelegenheiten und Stierkämpfe, laufen heute Straßenverkäufer ausgestattet mit typischen guatemaltekischen Souvenirs zwischen den Touristen und Einheimischen umher. Umringt wird der Parque Central von vielen Kaffees und amerikanischen Fast-Food-Ketten.

## Geschichte

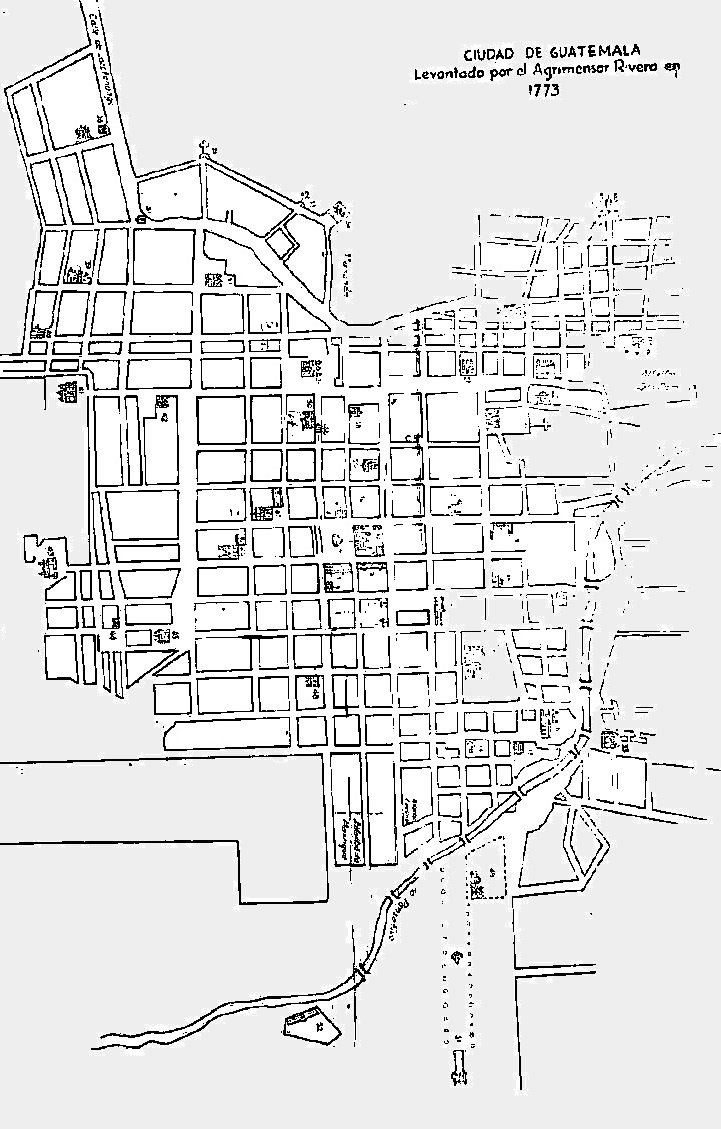
Stadtplan von Antigua im Jahre 1773

Im Zuge der Eroberung Guatemalas durch Pedro de Alvarado richteten die Spanier am 25. Juli 1524 eine erste Hauptstadt in Tecpán bei Iximché in der Region (Chimaltenango) ein. Am 22. November 1527 verlegte man sie ins sechs Kilometer südwestlich von Antigua Guatemala gelegene Santiago de Goathemala, das heutige Ciudad Vieja (dt. „Alte Stadt“). Im Herbst 1541 begrub eine Schlammlawine den Ort unter sich, mehrere hundert Menschen starben. Am 10. März 1543 gründete Bischof Francisco Marroquín im nahen Panchoy-Tal die dritte Hauptstadt, die 1566 von König Philipp II. den Namen La Muy Noble y Leal Ciudad de Santiago de los Caballeros de Goathemala erhielt (heute Antigua Guatemala). Seit 1549 war die Stadt Sitz der Real Audiencia von Guatemala.
In den folgenden 200 Jahren entwickelte sich die Stadt zum politischen, wirtschaftlichen und kulturellen Zentrum Mittelamerikas, das Mexiko-Stadt oder Lima in nichts nachstand. Erdbeben richteten im Lauf der Zeit mehrmals schwere Schäden an, doch blieben die negativen Auswirkungen auf die städtebauliche Entwicklung nur von kurzer Dauer. Mitte des 18. Jahrhunderts hatte Antigua mehr als 50.000 Einwohner, über 50 Kirchen und Kapellen, Krankenhäuser, Schulen, eine Druckerei und auch eine Hochschule, aus der die heutige Universidad de San Carlos de Guatemala hervorging. Diese Stadt wurde am 29. Juni 1773 durch ein schweres Erdbeben völlig zerstört. Zunächst plante man einen Umzug der Hauptstadt ins etwa 150 km östlich gelegene Jalapa, dann entschied man sich für die nur 45 km entfernte Ermita-Hochfläche, wo sich heute Guatemala-Stadt befindet.
Antigua Guatemala wurde als Stadt nie aufgegeben, erholte sich jedoch nur sehr langsam. Seit 1871 ermöglichten die Säkularisation des Kirchenbesitzes und die liberalen Reformen der Regierung Barrios in- und ausländische Investitionen und den Aufbau einer auf Kaffee basierenden Exportwirtschaft.
Die Kolonialstadt wurde 1944 zum Nationaldenkmal von Guatemala erklärt, 1965 erfolgte die Anerkennung zum Kulturerbe Nordamerikas und seit 1979 gehört Antigua laut UNESCO-Beschluss zum Weltkulturerbe der Menschheit.
Im Jahr 1976 richtete ein weiteres Erdbeben in Antigua, wie auch in anderen Städten Guatemalas, erneut schwere Schäden an. Zahlreiche Ruinen erinnern noch an die verschiedenen Naturkatastrophen, die die Stadt im Lauf der Zeit heimgesucht haben.

## Brauchtum

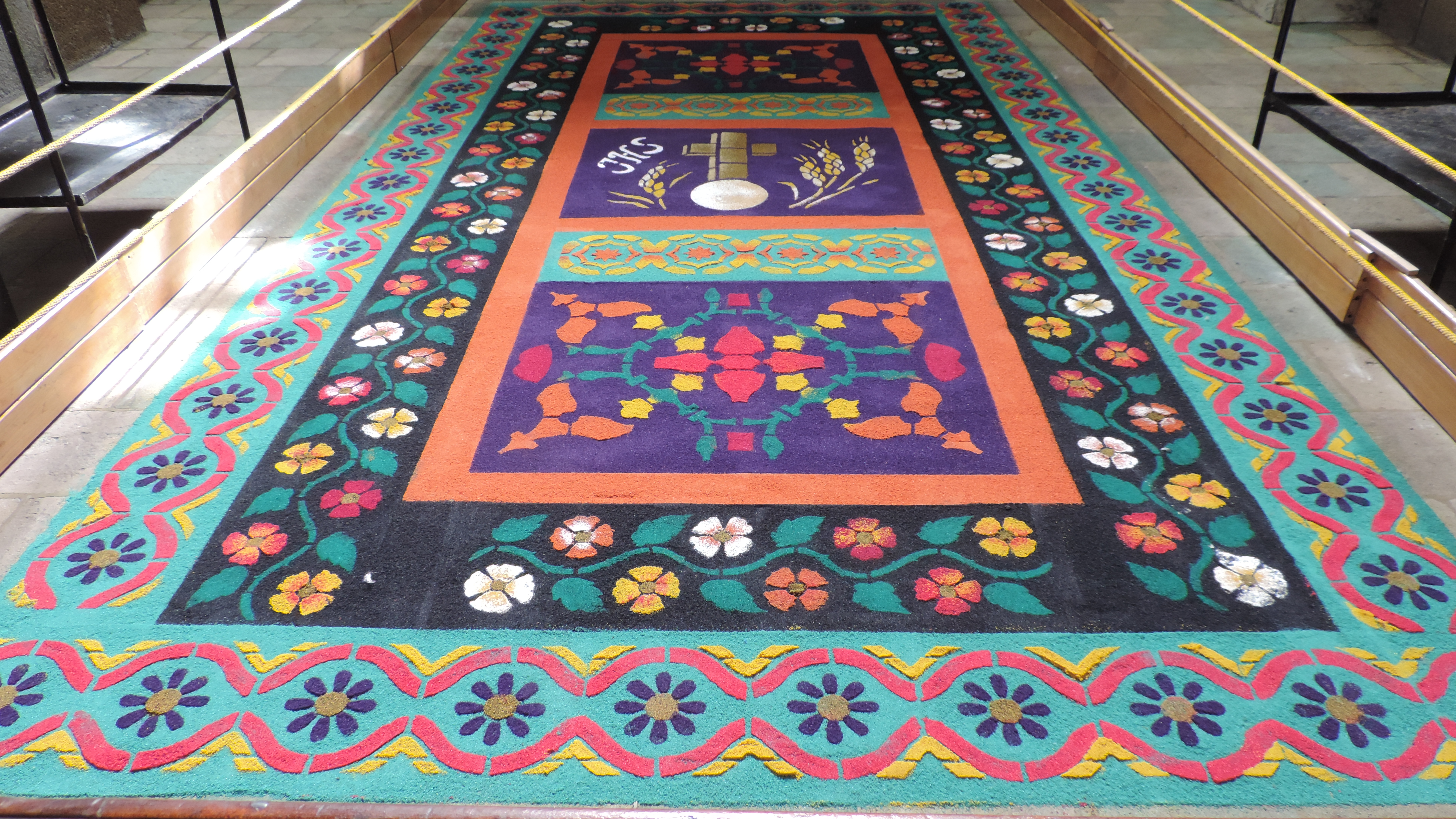
Prozessionsteppich aus gefärbten Sägemehlspänen vor dem Altar in der Kathedrale in Antigua

In der Fastenzeit werden „Teppiche“ aus gefärbten Sägemehlspänen hergestellt, die, verziert mit Früchten und Blumen, große Flächen in einigen Seitenkapellen der Kathedrale bedecken. Die Osterwoche ist die wichtigste Veranstaltung des Jahres. Sie wird mit großem Enthusiasmus im ganzen Land gefeiert, besonders in Antigua. Ihren Höhepunkt erreicht sie in der Karwoche, wo diese Teppiche den Boden ganzer Straßenzüge auf dem Weg zur Kathedrale bedecken.

## Sehenswürdigkeiten

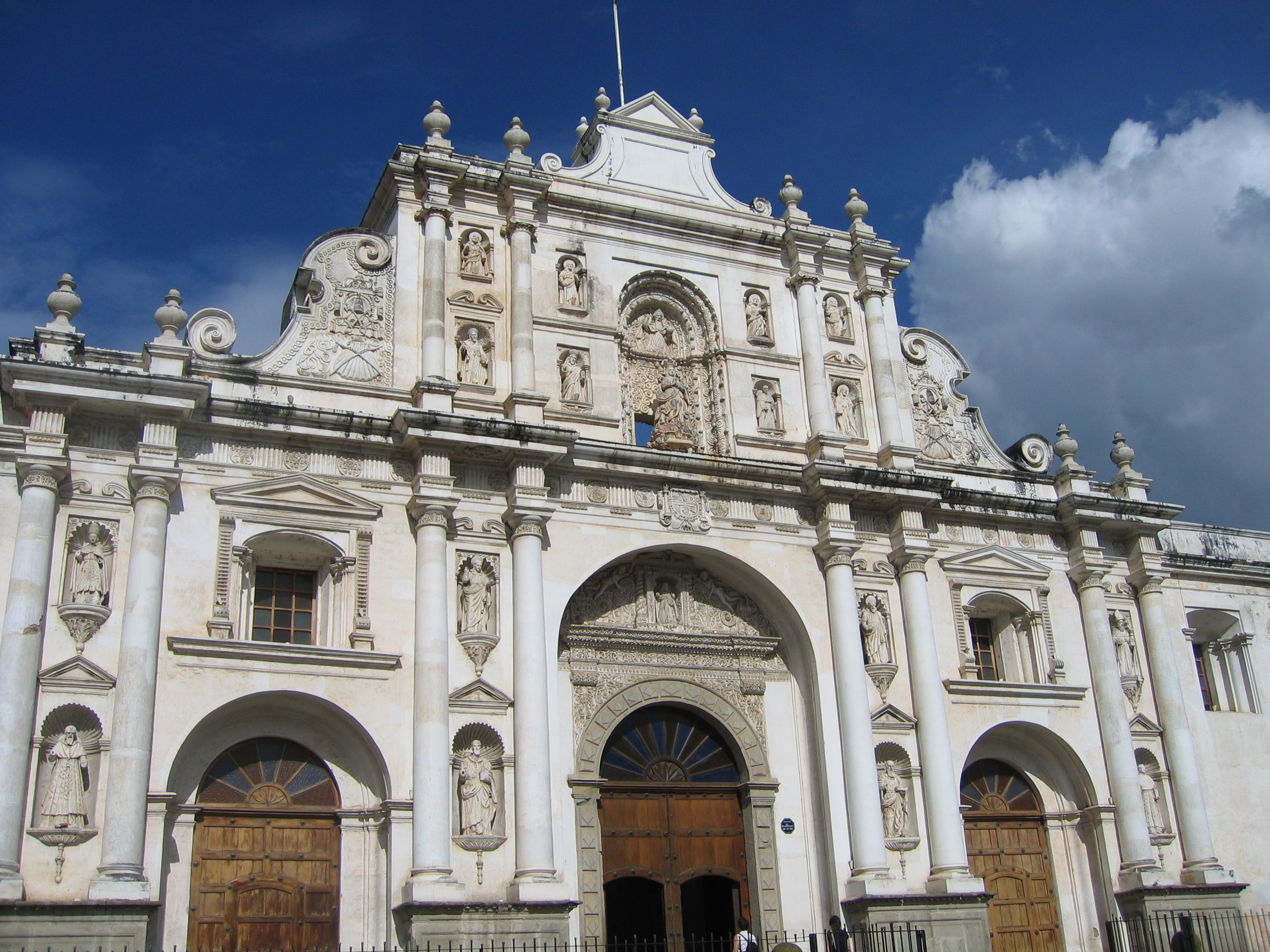
Ehemalige Kathedrale San José von Antigua

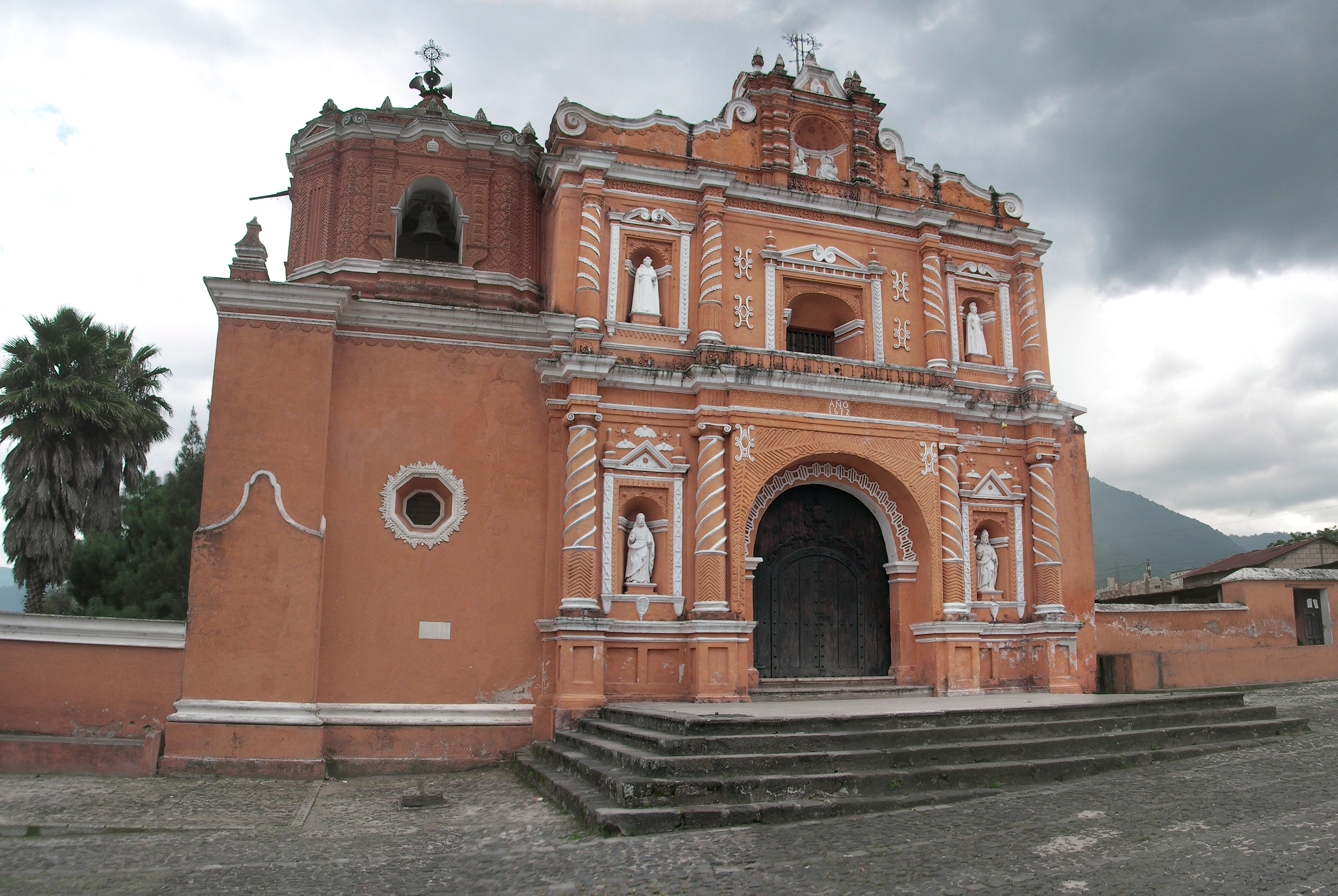
Kirche San Pedro de las Huertas

Antigua ist heute eine der touristischen Hauptattraktionen Guatemalas. Die Stadt weist ein regelmäßiges koloniales Stadtbild mit zahlreichen halbzerstörten Barockkirchen auf und verfügt über zahlreiche Hotels, Restaurants, Geschäfte und Sprachschulen. Ein kultureller Höhepunkt in Antigua Guatemala sind die prachtvollen Prozessionen in der Karwoche (Semana Santa). Eine weitere Attraktion sind die in Sichtweite gelegenen Vulkane Agua, Acatenango und der noch aktive Fuego. Im rückwärtigen Teil der ehemaligen Kathedrale San José befindet sich die Grabstätte des Chronisten und ehemaligen Gouverneurs von Antigua Bernal Díaz del Castillo. Seitlich der Kathedrale liegen die guterhaltenen Gebäude der im Jahr 1676 gegründeten ehemaligen Universität San Carlos.
Eines der interessantesten Sehenswürdigkeiten ist der Kapuzinerkonvent Antigua (Convento de las Capuchinas) an der Ecke Av Norte / Calle Oriente wegen des einzigartigen „Turms der Zurückgezogenheit“ (Torre de Retiro). Um einen kreisrunden Patio sind 18 kleine Zellen mit eigener Toilette angeordnet, die von Nonnen eines Zweigs des Franziskanerordens mit sehr strengen Regeln bewohnt waren.

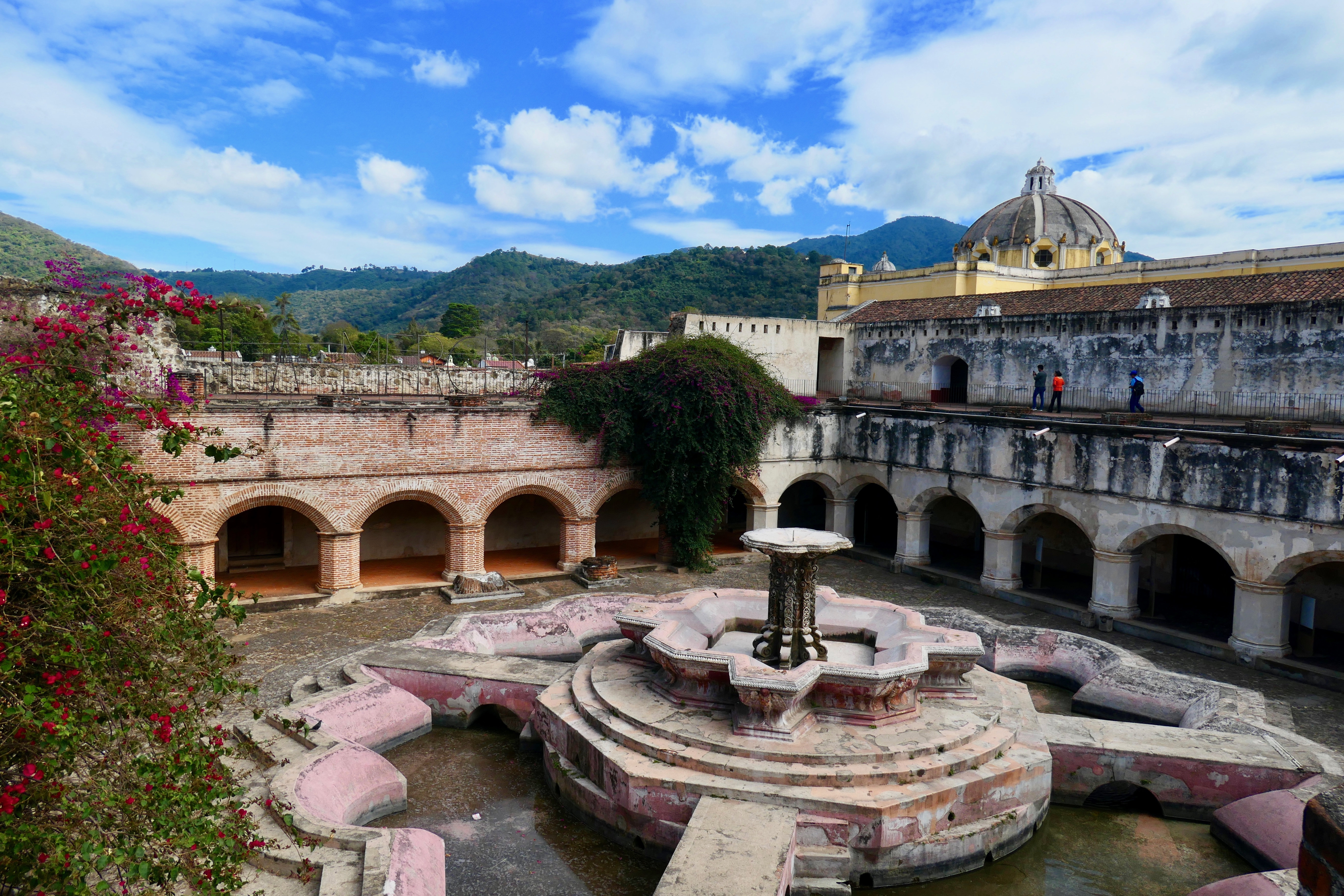
Hauptplatz
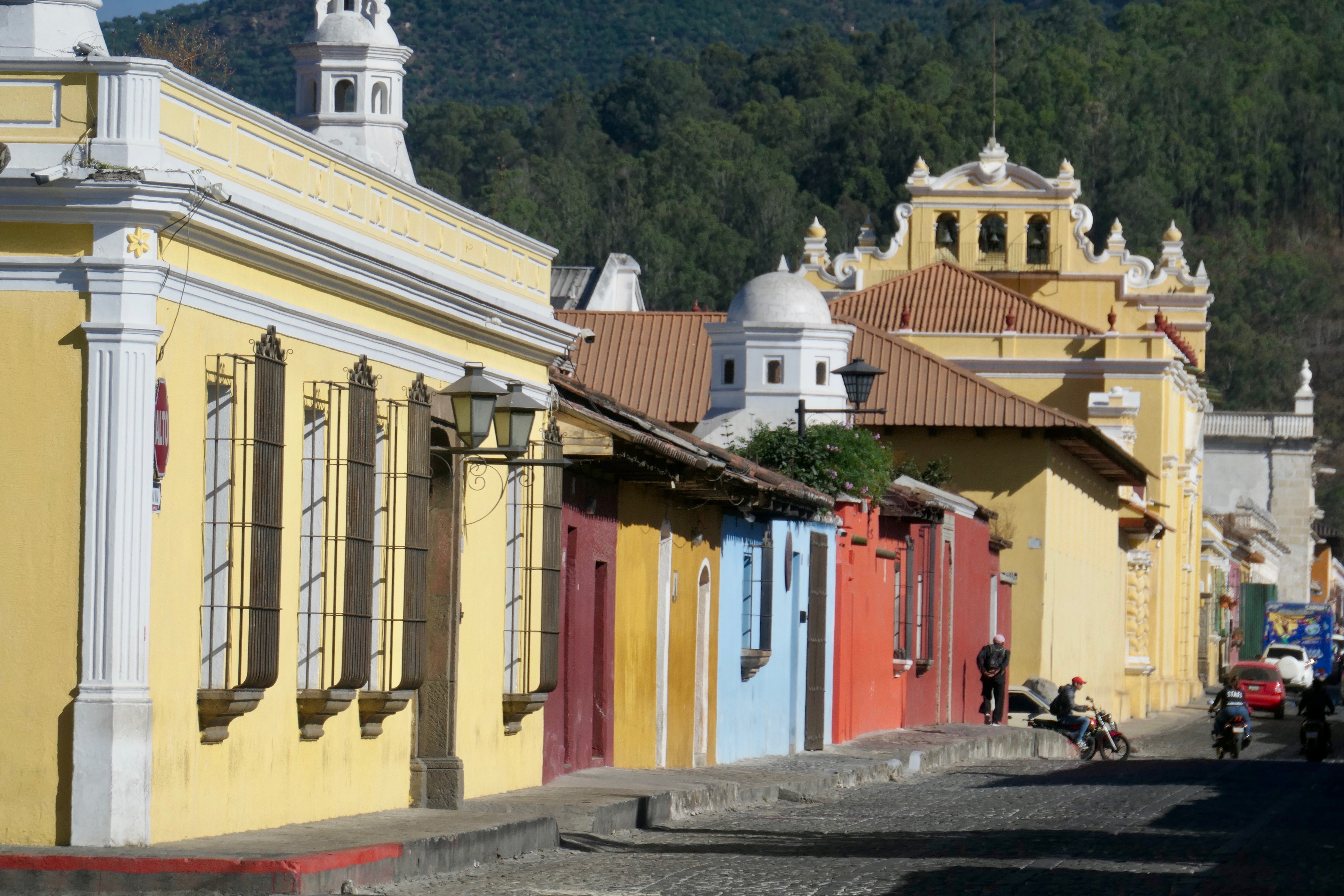
Straße
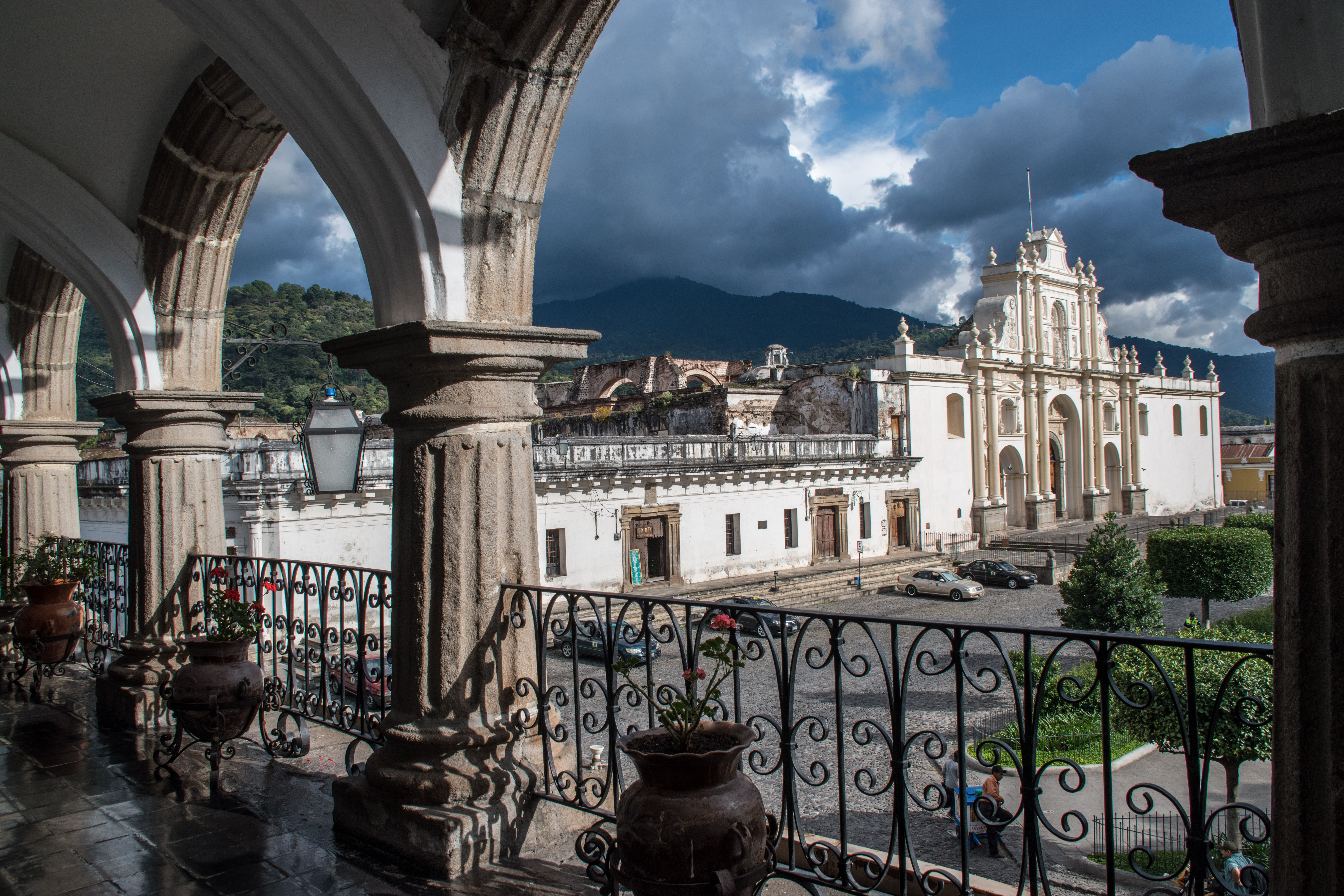
Parque Central (Plaza Mayor)
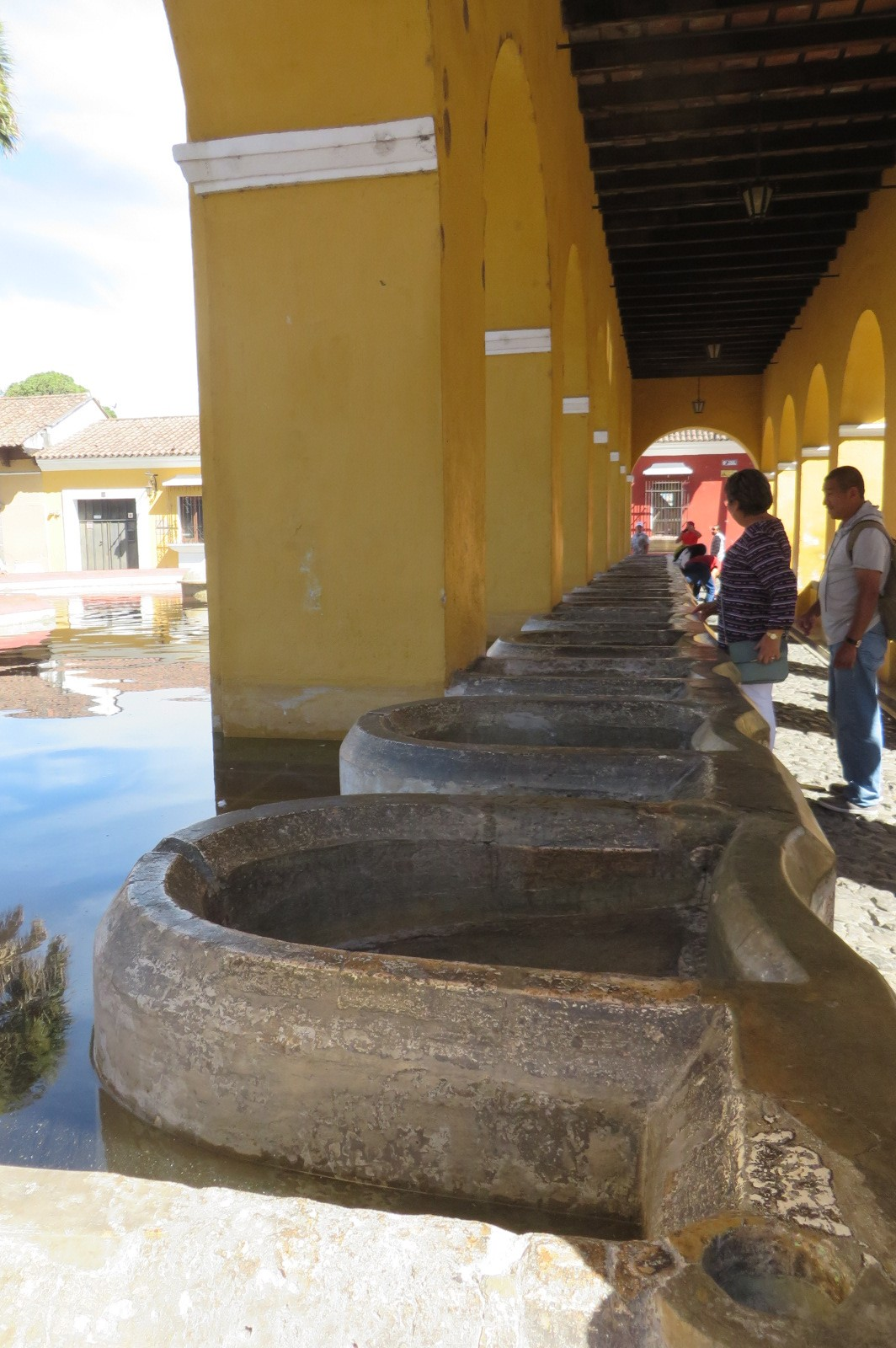
Öffentliche Waschbecken am Hauptplatz
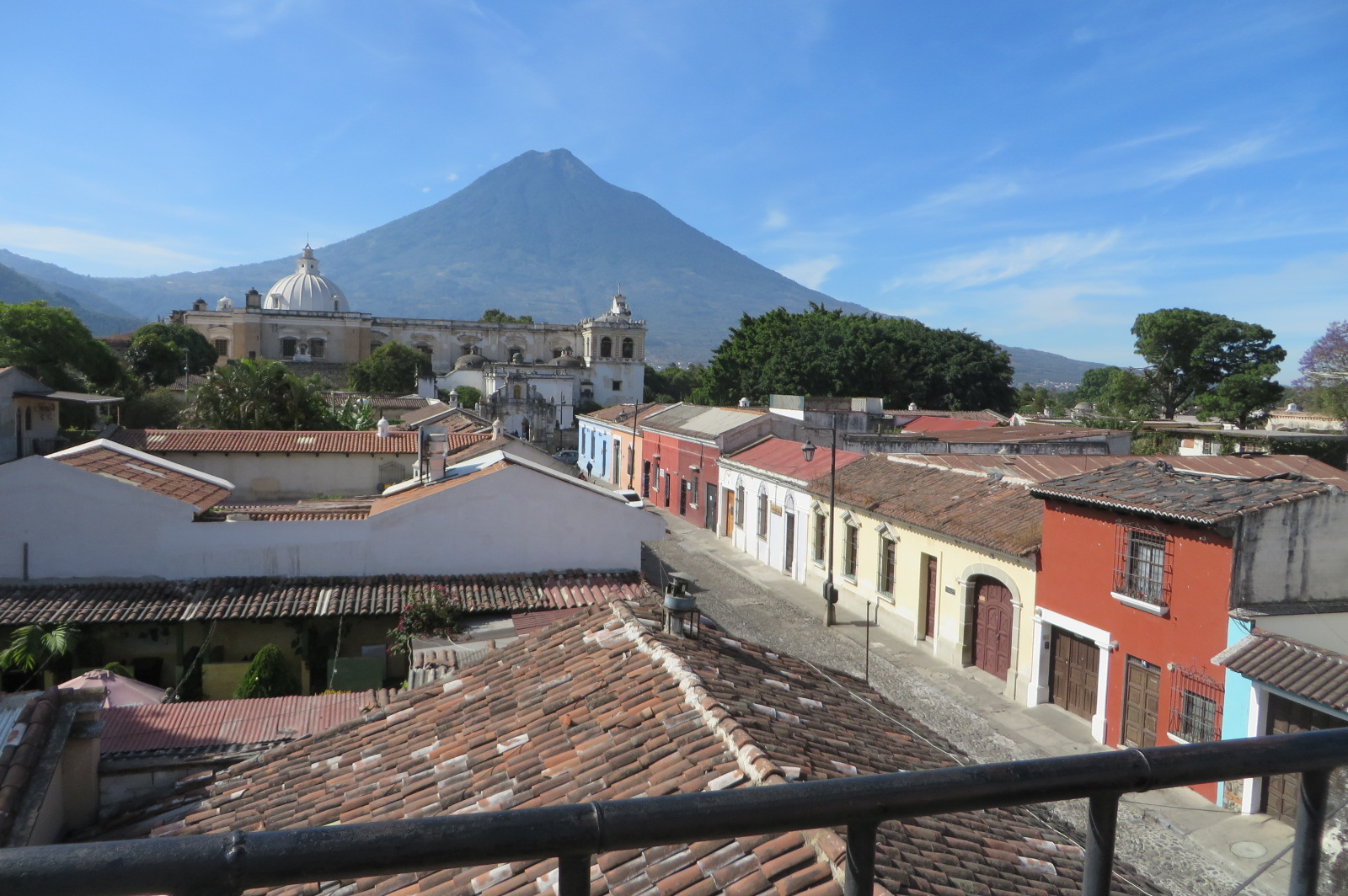
Straße mit Aussicht auf den Vulkan Agua
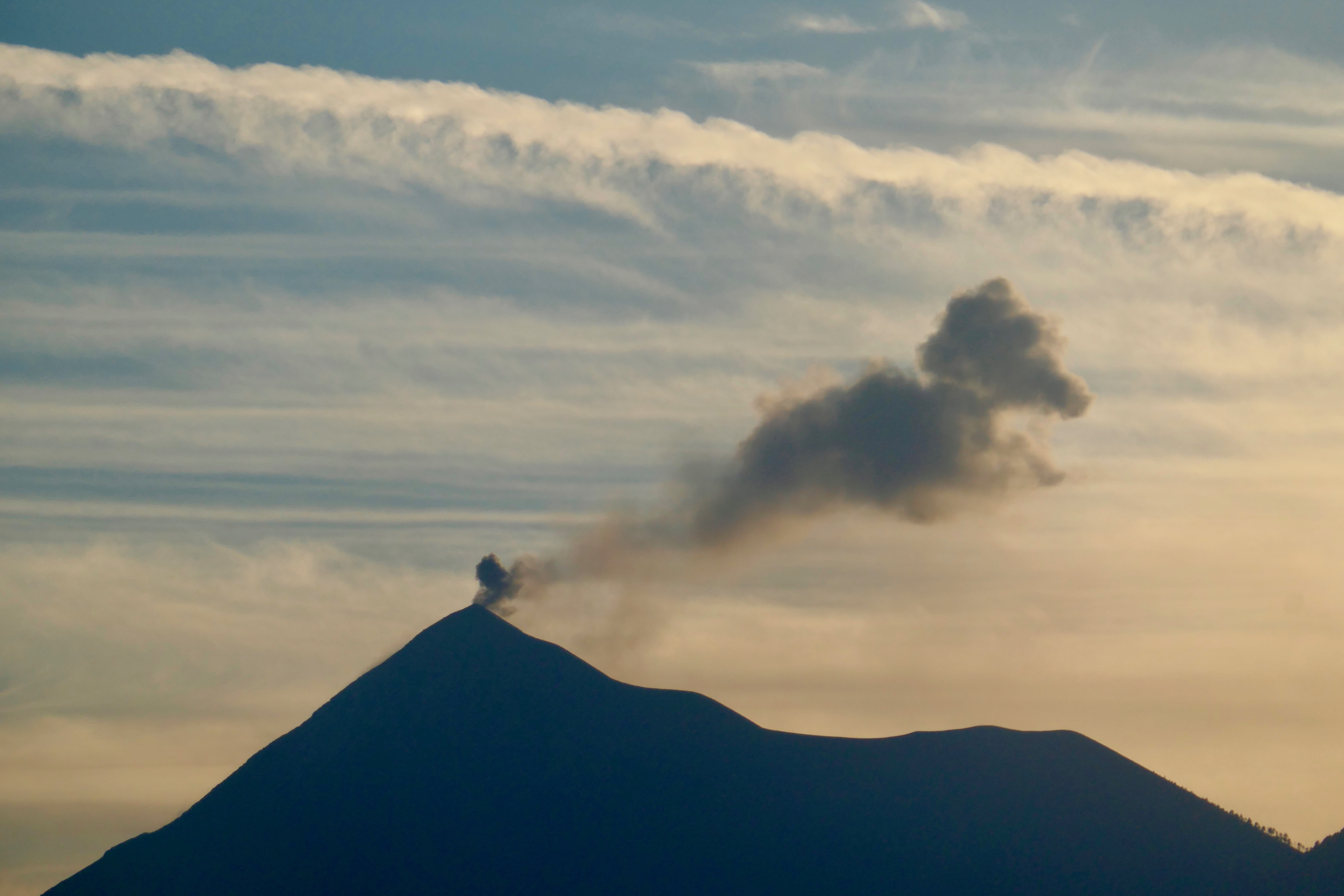
Von der Stadt aus sichtbarer aktiver Vulkan Fuego

## Städtepartnerschaften
- Coral Gables, Vereinigte Staaten
- Tlaquepaque, Mexiko

## Persönlichkeiten
- Adrián Recinos (1886–1962), Schriftsteller, Historiker und Diplomat
- Carlos Wyld Ospina (1891–1956), Schriftsteller
- Carlos Perez (* 1981), Künstler